# Roses of Picardy
Pour les articles homonymes, voir Rose et Picardie (homonymie).
Clip vidéo
[vidéo] « John McCormack - Roses of Picardy », sur YouTube
[vidéo] « Tino Rossi - Les roses de Picardie », sur YouTube
[vidéo] « Roses of Picardy - John McCormack - Songs of World War I », sur YouTube
[vidéo] « Sidney Bechet - Rose de Picardie (1954) », sur YouTube
Roses of Picardy (Les Roses de Picardie, en anglais) est une chanson d'amour britannique, composée par Haydn Wood (en), écrite par Frederic Weatherly (en), et enregistrée à Londres en 1916. Elle devient une des chansons franco-britanniques les plus célèbres et populaires de la Première Guerre mondiale, avec ses paroles françaises de Pierre d'Amor, ainsi qu'un standard de jazz avec sa reprise par Sidney Bechet en 1954.

## Histoire
La légende voudrait que cette chanson ait été écrite sur le champ de bataille de la Somme, ou sur le Chemin des Dames, en Picardie, pendant la Première Guerre mondiale,, par un officier anglais blessé, amoureux d'une infirmière qui lui aurait apporté un bouquet de roses, ou d'une veuve de guerre qui cultivait des roses dans son jardin... Mais son auteur, Frederic Weatherly (en) (1848-1929), avocat et poète anglais, est alors âgé de 68 ans en 1916 lorsqu'il écrit cet hymne à la paix et à l’amour... Son succès est fulgurant, elle devient rapidement populaire dans toute la Grande-Bretagne, chantée à leur amoureuse par les jeunes soldats britanniques qui partent au front en France, en Picardie et en Flandre. Elle devient un des airs les plus populaires des alliés de la Première Guerre mondiale, avec Quand Madelon..., ou Colonel Bogey March (à l'image de J'attendrai de Rina Ketty, de la Seconde Guerre mondiale) : « Les roses brillent en Picardie, dans le silence de la rosée argentée, les roses fleurissent en Picardie, mais il n'y a pas de rose comme toi, et les roses mourront avec l'été, et nos routes peuvent s'éloigner, mais il y a une rose qui ne meurt pas en Picardie, c'est la rose que je garde dans mon cœur... ».

## Botanique
En 2004 une rose franco-britannique de cinq pétales rouges touchés de rose, est baptisée 'Rose of Picardy' aux jardins de Valloires de l'ancienne abbaye de Valloires à Argoules dans la Somme en Picardie, en présence de la duchesse de Gloucester, membre de la famille royale britannique, pour célébrer les 100 ans de l’Entente cordiale de 1904 entre la France et l’Angleterre.

## Reprises
Elle est reprise avec succès dans le monde entier par plus de 300 interprètes, dont entre autres Lambert Murphy (en), Ernest Pike (en), John McCormack, Mario Lanza, Mado Robin, Mathé Altéry, Jack Lantier, Tino Rossi, Ray Ventura, André Verchuren, Sidney Bechet, Frank Sinatra, André Dassary, The Platters, Yves Montand, Franck Fernandel, Guy Marchand...

## Cinéma, comédie musicale et bande dessinée
- 1918 : Roses of Picardy (musical) (en), comédie musicale de West End Theatre de Londres.
- 1927 :  Roses of Picardy (film) (en), de Maurice Elvey.
- 1969 : Ah Dieu ! que la guerre est jolie, de Richard Attenborough.
- 1980 : « Côtes de Nuits et roses de Picardie », titre d'un épisode de la bande dessinée Corto Maltese, d'Hugo Pratt, de l'album Les Celtiques.
- 1983 : L'Été meurtrier, de Jean Becker,  avec Isabelle Adjani et Alain Souchon[12].
- 2011 : Cheval de guerre, de Steven Spielberg.
- 2016 : Cézanne et moi, de Danièle Thompson, avec Guillaume Canet et Guillaume Gallienne.